# Bita Fayyazi
Bita Fayyazi (en persa: بیتا فیاضی ) es una artista iraní (persa) nacida en 1962 en Teherán. Ha participado en diversos pionera en el proyectos de arte público en su país, trabajando en el campo de la cerámica y la escultura. Vivió en Inglaterra durante un periodo de 7 años y regresó a Irán en 1980, montando un estudio privado en Teherán. Entre sus trabajos puede mencionarse su participación en 2007 en el proyecto de Stock Exchange of Visions.